# Église Sainte-Thérèse de Guilherand-Granges
L'église Sainte-Thérèse est érigée dans la commune de Guilherand-Granges, département de l'Ardèche en région Auvergne-Rhône-Alpes. Son architecture contemporaine est l'œuvre de Paul Bouchardeau. Son extension et achèvement est signée Méry Belmont, de l'atelier d'architecture Bm2.

## Historique
Quelques faits à l’origine de la construction : 
- 1830 : Ouverture à la circulation du premier pont entre Valence et le quartier des Granges [1].
- 1831 : 470 habitants à Guilherand, essentiellement au village.
- 1926 : 1 057 habitants à Guilherand. La localisation des habitations se fait soit au village, soit aux Granges, quartier appelé aussi « Granges-lès-Valence » c’est-à-dire au débouché du pont Frédéric-Mistral sur le Rhône. L’agglomération de Valence se développe sur la rive droite du fleuve.
- 1928 : En raison de l’éloignement de « Granges-lès-Valence » de l’église paroissiale Sainte-Eulalie située au village de Guilherand, Mgr Étienne-Joseph Hurault, évêque de Viviers charge le P. L. Jallat, curé de construire une chapelle annexe. Il s’ensuit l’achat d’un terrain.
- 1931 : Appel à souscription publié dans « La Croix de l’Ardèche » pour la construction de cet édifice dédié à sainte-Thérèse de l’Enfant-Jésus.
- 1935 : Bénédiction par Mgr Pierre-Marie Durieux, successeur de Mgr Hurault et ouverture de ce lieu de culte à Granges-lès-Valence (octobre). Il est conçu comme provisoire.
- 1936 : 1 447 habitants à Guilherand et à Granges-lès-Valence.
- 1946 : 1 743 habitants...
- 1953 : La paroisse historique Sainte-Eulalie de Guilherand est scindée en deux. Une nouvelle paroisse est créée dans le diocèse de Viviers par Mgr Alfred Couderc, l’évêque d’alors. L'année suivante, la commune est habitée par 1 966 personnes...
- 1962 : 4 433 habitants... La chapelle de 1935 s’avère insuffisante. Une église plus grande la remplace. Achevée en 1961, elle est consacrée le 9 juin 1963 [2].

Quelques dates récentes : 

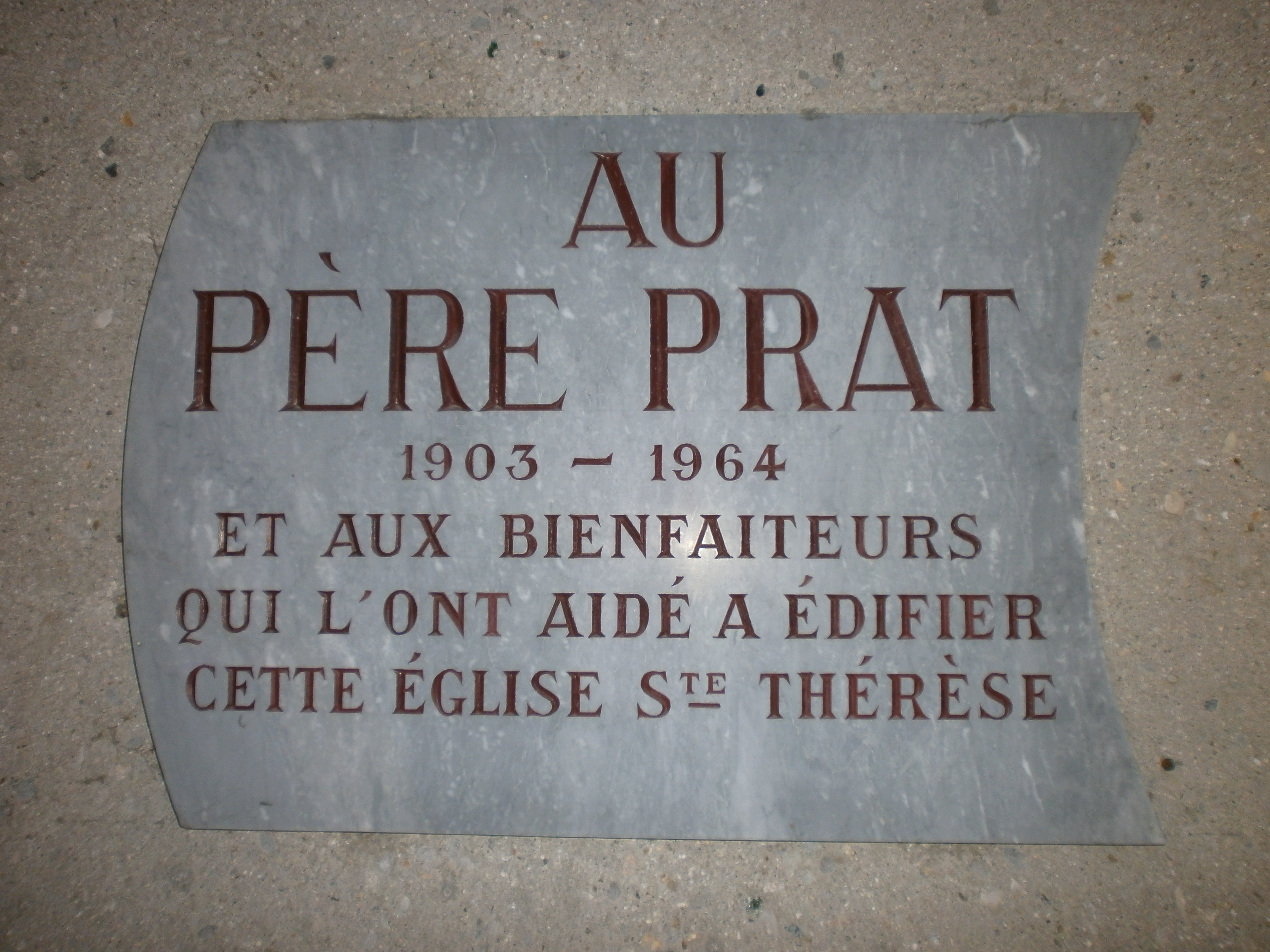
Plaque commémorative

- 1991 : La ville qui prend le nom de « Guilherand-Granges » dépasse désormais les 10 000 habitants… Son centre se situe vers l’église consacrée en 1963.
- 1994 : Les deux paroisses catholiques de Guilherand-Granges, celles d’Alboussière, Champis, Châteaubourg, Cornas, Plats, Saint-Péray, Saint-Romain-de-Lerps, Saint-Sylvestre, Soyons et Toulaud forment l’« ensemble inter-paroissial de Crussol » (E.I.P.). L’église de Saint-Péray est préférée à l’église Sainte-Thérèse pour devenir « église centre » de « l’E.I.P. ». Néanmoins « Sainte-Thérèse » accueillera des célébrations importantes.
- 1998 : Fusion des deux paroisses catholiques de Guilherand-Granges.
- 2003 : Création de la paroisse « Saint-Pierre de Crussol » par fusion des paroisses de l’« ensemble inter-paroissial » (1er janvier)[3].
- 2017-2024 : Agrandissement  avec la reconstruction des salles ayant été aménagées dans la chapelle de 1935, embellissement du parvis et achèvement de l'église avec la création d'un campanile [3].

## Description générale
L’église suit un plan basilical. Elle comprend un chœur, une nef, deux bas-côtés, un baptistère, une chapelle latérale, un faux bras de transept et une sacristie. Elle a été construite en béton. Un clocher, sans doute prévu à l’origine, devrait prendre place à l’Est de l’entrée principale. Des ancrages pour béton armé marquaient son emplacement jusqu'à leur suppression, il y a quelques années. Sa construction sous la forme d'un campanile est prévue pour 2024.
Dominé par une tribune, l’intérieur est quasiment symétrique. La nef, non voûtée mais laissant voir la forme du toit est centrée par rapport au chœur. Ses murs ne sont pas parallèles : une vue aérienne montre une forme d’éventail.
Les flancs s’ouvrent par des fenêtres décorées de vitraux. Ces jeux d’axes, de couleurs, de lumières invitent le fidèle, le visiteur à diriger son regard vers le chœur et donnent une ambiance particulière à l’édifice .

## Vocable
Sainte-Thérèse de l’Enfant-Jésus a été choisie comme patronne en souvenir du premier lieu de culte de « Granges-lès-Valence ».

## Visite de l'édifice

### Le sanctuaire
Plusieurs éléments aux fonctions liturgiques précises : 
- le siège de présidence,
- la Croix du Christ placée au fond de l’abside, nous la détaillerons dans une autre rubrique de l'article,
- l’ambon : un lutrin décoré d’un voile dont la couleur est choisie en fonction du temps liturgique. Il peut donc être vert, blanc, rouge ou violet,
- l’autel en pierre du Gard. Il comporte un bas relief représentant Le Christ et les douze Apôtres. Des anges sculptés placés à chaque angle soutiennent fictivement la table.
- le tabernacle situé dans la chapelle du Saint-Sacrement.

### Vitraux
Les vitraux décorant les fenêtres de l’église sont l’œuvre de l’artiste suisse Émile Aebischer dit « Yoki »  (1922 - 2012). Ils ont été réalisés par l’Atelier Benoit de Nancy. Ils représentent notamment : 
- Sainte-Thérèse de Lisieux, patronne de l'édifice.
- La Vierge.
- Saint Jean-Baptiste.

### Éléments sculptés
Contre une paroi du sas d’entrée se trouve une plaque commémorative en marbre gravé comportant le texte suivant : « Au PERE PRAT 1903 -1964 et aux bienfaiteurs qui l’ont aidé à édifier cette église Ste Thérèse. » (voir illustration de l'historique de l'article).
Dans le chœur de l’église se trouve une création de Philippe Kaeppelin (1918 - 2011). Son titre originel était :  « Crucifixion » puis après des « modifications », elle devient « Résurrection ».
Apposé à l’origine sur la façade au-dessus du portail principal, ce groupe sculpté déplut et fut enlevé au profit d’une simple croix peu de temps après sa pose. Oublié durant une trentaine d’années, l’ensemble trouve sa place au sein de l’édifice après restauration par Philippe Kaeppelin lui-même vers 1993.

### Tableau
Dans le chœur à gauche, un tableau : La Vierge, deuxième moitié du XXe siècle.

## Chronologie des curés

### 1953-1994
Un curé, aidé parfois d'un vicaire a la charge de la paroisse dont le territoire correspond approximativement à celui de la commune.

### 1994-2003
Une équipe presbytérale dont les membres sont « curés in solidum » (responsables solidairement) a la charge de l’ « ensemble inter-paroissial de Crussol ».

### Depuis 2003
Avec la création de la paroisse Saint-Pierre de Crussol, une équipe d’animation pastorale (E.A.P.) composée de laïcs en mission et de prêtres nommés « curés in solidum » à la charge de la paroisse nouvelle.